# 隋唐演義 〜集いし46人の英雄と滅びゆく帝国〜
『隋唐演義 〜集いし46人の英雄と滅びゆく帝国〜』（ずいとうえんぎ つどいしよんじゅうろくにんのえいゆうとほろびゆくていこく、原題：隋唐演義）は2013年の中国のテレビドラマ。総製作費30億円超。全62話。

## 概要
清代の褚人穫によって書かれた『隋唐演義』と、同じく清代の『説唐全伝』（作者不詳）をもとに、評書（日本でいう講談）の第一人者・単田芳が再構築したドラマ。隋から唐へ変わりゆく時代を描いた歴史超大作。

## あらすじ
西暦581年、文帝・楊堅は北斉（高氏）を打倒し北朝を統一した北周（宇文氏）を簒奪し、隋が建国された。楊堅は南朝のうち後梁（蕭氏）を滅ぼし、西暦589年に残る陳（陳氏）を討伐して中国全土を統一した。

## スタッフ
- 監督：鍾少雄（英語版）（ビリー・チョン）
- 脚本：程力棟（チェン・リードン）
- 武術指導：国建勇（グオ・ジェンヨン）
- 芸術監督：単田芳（中国語版）（シャン･ティエンファン）

## 主題歌
- 五行謠（オープニング）[1]

作詞：李春、作曲：周志勇、歌：旭日陽剛
- 楊花李樹（エンディング）[2]

作詞：李春、作曲：周志勇、歌：孫楠
- 随你帰塘（挿入歌）[3]

作詞：李春、作曲：周志勇、歌：王力可

## 登場人物・キャスト

### 瓦崗寨
- 秦瓊：イエン・クアン

凌煙閣二十四功臣、第二十四位。隋唐十八好漢、第十六位。鐧の使い手。字（あざな）は叔宝。山東の済南府歴城県で馬快班頭（捕り手の役人の頭）を務める。父・秦彝は北斉の大元帥。
群像劇の本作における主人公的人物。瓦崗寨で程咬金のち李密を皇帝として仕える。唐に帰順し左武衛大将軍まで昇るが早逝。
- 程咬金：ジャン・ウー（中国語版）

凌煙閣二十四功臣、第十九位。程咬金の父・程有徳と秦瓊の父親は共に馬鳴関で戦死した義兄弟で、程咬金は秦瓊の幼馴染。
瓦崗寨の兄貴分で皇帝に推されたが李密に譲位。唐に帰順、のち太子の李建成と対立。太宗につき右武衛大将軍に昇る。
- 莫氏：スーチン・ガオワー

程咬金の母親。秦瓊の幼名・太平郎は、莫氏が名付けた。
- 尤俊達（中国語版）：張鷹

汝南荘の主。程咬金と義兄弟の契りを結ぶ。人物を見る目に長けている。
- 単雄信：フー・ドン（中国語版）

二賢荘の主。隋唐十八好漢、第十八位。
- 単盈盈：唐藝昕（中国語版）

単雄信の妹。
- 徐茂公：杜奕衡

道士。瓦崗寨の軍師となる。
程咬金のち李密を皇帝として参謀となる。李密に見切りをつけ李淵のもとに参じ、高祖・太宗・高宗・武皇后の代まで国師として重用される。
- 王伯当：張昊翔

科挙に首席合格した元役人。隋唐十八好漢、第十四位。弓の名手。
- 秦用：孟彦森

秦瓊の養子。錘の使い手。
- 寧氏：趙麗娟（中国語版）

秦瓊の母親。
- 羅士信：桑平

秦瓊の養弟。
- 王君可：張明明（中国語版）

美髯公。
- 魏徴：史天庚

凌煙閣二十四功臣、第四位。
- 翟譲：牟鳳彬（中国語版）

元瓦崗寨寨主。
- 李密：呉慶哲（中国語版）

元は隋の役人。程咬金に代わって瓦崗寨の皇帝になる。
- 裴翠雲：劉小小（中国語版）

程咬金の妻。
- 裴元慶（中国語版）：王鈞赫

裴翠雲の弟。隋唐十八好漢、第三位。
- 裴仁基：劉軍

裴翠雲の父。
- 裴夫人：何佳怡（中国語版）

裴翠雲の母。
- 東方玉梅：甘婷婷（中国語版）

王伯当の妻。

### 隋朝
- 文帝・楊堅：湯鎮業

隋の初代皇帝。
- 独孤皇后：宋佳（中国語版）

文帝の皇后。
- 皇太子・楊勇：苗海忠（中国語版）

文帝の長男。
- 晋王・楊広：フー・ダーロン（中国語版）

文帝の次男。字は英。
- 蕭美娘：バイ・ビン

梁・明帝の娘。楊広の妃。
- 瓊花公主：劉萌萌（中国語版）

文帝の公主。
- 宇文化及：徐少強（中国語版）

隋の相国。
- 宇文成都（中国語版）：チェン・ハオ（中国語版）

宇文化及の息子。隋唐十八好漢、第二位。天宝将軍と呼ばれる。
- 靠山王・楊林（中国語版）：肖榮生（中国語版）

劇中では文帝の兄だが実在の人物ではない。隋唐十八好漢、第八位。
- 楊玉児：王力可（中国語版）

楊林の養女。秦瓊に嫁ぐ。
- 越国公・楊素：

劇中では文帝の弟だが史実では血の繋がりはない。
- 高熲：薛暁龍

隋の政治家。皇太子・楊勇を支持する。
- 李徳林：

隋の将軍。皇太子・楊勇を支持する。
- 唐壁（中国語版）：任学海

北平王・羅芸の弟子で、済南の大元帥。
- 徠乎爾：杜海涛（中国語版）

隋唐十八好漢、第十四位。文帝の腹心で唐壁が謀反を起こさないか監視している。最後は羅士信に殺される。
- 邱瑞（中国語版）：斉慶林

長平王。秦瓊の母方の叔父で、長安で秦瓊を助ける。
- 韓擒虎：曹軍

隋の上柱国（武勲を立てた将軍）。
- 麻叔謀（中国語版）：周仲

宇文化及の腹心で隋の鎮殿（ちんでん）将軍。伍健章の遺児・伍雲召の討伐を朝廷から命じられる。
- 魏文通（中国語版）：李延吉

隋唐十八好漢、第九位。
- 楊杲：陳欽宇

楊広の息子。

### 唐国
- 唐国公・李淵：寇振海（中国語版）

西暦618年に皇帝に即位し都を長安とする。
- 竇氏：王乙竹

李淵の妻。
- 李建成：張粟

李淵の長男。
- 李世民：杜淳（中国語版）

李淵の次男。
- 李元吉：任学海

史実では李淵の四男だが劇中では三男として描かれている。
- 李元霸：ワン・バオチャン

史実では李淵の三男だが劇中では四男として描かれている。隋唐十八好漢の筆頭。
- 柴紹：石天碩

李淵の娘婿。凌煙閣二十四功臣、第十四位。
- 李靖：管羽

凌煙閣二十四功臣、第八位。
- 紅払女：呉暁敏

李靖の妻。
- 侯君集

李世民の配下。
- 尉遅恭：印小天（中国語版）

劉武周に仕えたのち唐に帰順する。紫金鋼鞭の使い手。浅黒いため黒大将と呼ばれる。凌煙閣二十四功臣、第七位。隋唐十八好漢、第十七位。字は敬徳。
- 黒月奴：呉暁敏

孟海公の妻。唐に帰順し尉遅恭に嫁ぐ。
- 白月嬌：李夢洋

孟海公の妻。姉の黒月奴と共に唐に帰順し尉遅恭に嫁ぐ。

### 北平
- 羅芸：王建新（中国語版）

北平王。
- 秦勝珠：周潔

羅芸の妻。秦瓊の叔母。
- 羅成（中国語版）：チャン・ハン（中国語版）

羅芸の息子。隋唐十八好漢、第七位。
- 姜松（中国語版）：劉長德

羅成の異母兄。

### 南陽
- 伍雲召：李東翰

南陽侯。隋唐十八好漢、第五位。
- 伍天錫：劉冰峰

伍雲召の従兄。隋唐十八好漢、第六位。
- 雄闊海（中国語版）：黄永剛

隋唐十八好漢、第四位。
- 朱粲：秦梵翔

過去に南陽侯に助けられた恩を返すために、周倉に扮して南陽侯を救う。自分の村の住民が朝廷軍に皆殺しにされたのをきっかけに、西暦604年、南陽で反乱を起こし南陽王を名乗る。

### 陳国
- 陳叔宝：洪剣涛（中国語版）

陳の国主。
- 陳宣華：周放（中国語版）

陳叔宝の妹。
- 張麗華：曲尼次仁（中国語版）

陳叔宝の妃。

### 夏国
- 竇建徳：徐鳴

夏国王。
- 竇線娘：劉奕丹

竇建徳の娘。

### 鄭国
- 王世充：李慶祥

鄭国王。
- 王玉花

王世充の娘。玉花公主。

### 山西
- 劉武周：董彦麟（中国語版）

天興王。隋朝崩壊後、山西で勢力を伸ばす。
- 宋金剛（中国語版）：全保軍

劉武周の配下。

### その他
- 李子通

十八路王の一人。
- 孟海公（中国語版）

隋末群雄の一人。元は山賊の王であった黒月奴と白月嬌を娶る。

## 放送リスト
| 第1話 | 楊広 陳を討ち 程咬金 酒楼で暴れる                 | 2020年9月03日放送  | 年 月 日 |
| --- | ------------------------------------------------- | ------------------ | -------- |
| 西暦589年、晋王・楊広率いる隋軍が陳を平定し、隋が天下統一を果たした。帝位を狙う楊広は無欲を装い恩賞を辞して、文帝と独狐皇后の賛辞を受ける。 緑林の元締め単雄信は朝廷の貢ぎ物の強奪を各地の好漢に命じた。山東の緑林の頭目、尤俊達は、大赦で出獄したばかりの程咬金に目をつけ…。                                                   |                                                   |                    |          |
| 第2話 | 楊広 李淵を陥れ 秦瓊 唐国公を救う                 | 2020年9月07日放送  | 年 月 日 |
| 楊広は、強大な兵力を持つ靠山王・楊林を後ろ盾にしようと、娘の玉郡主を娶る策謀をめぐらす。さらに、皇太子派の要、李淵の暗殺を謀るが失敗、結局、李淵は左遷される。 馬快班頭・秦瓊は盗賊の護送中に、都を追われた李淵一家が、楊広たちが遣わした暗殺者に襲われるのに出くわし…。                                                        |                                                   |                    |          |
| 第3話 | 郡主 家を出奔し 秦瓊 悪徳宿に泊まる               | 2020年9月08日放送  | 年 月 日 |
| 北平王・羅芸（らげい）の息子、羅成は乱暴狼藉を働く武安福を懲らしめ、とどめを刺そうとして、楊広との縁組から逃げてきた玉郡主に止められる。 猛毒に侵された秦瓊は泊まった宿の主人に有り金をすべて盗まれてしまい、仕方なく父の形見の武器を質に出すが、それでも宿代は足りず…。                                                        |                                                   |                    |          |
| 第4話 | 秦瓊 馬を売り 羅成と郡主 登州へ戻る               | 2020年9月09日放送  | 年 月 日 |
| 秦瓊は宿賃のため愛馬を老人に売るが、その老人は緑林の元締め･単雄信の使用人であった。単雄信は秦瓊の馬だと気づき、秦瓊を捜す。 その馬は、以前、単雄信の手下･王伯当が恩人である秦瓊に贈った馬だったのだ。 秦瓊の手配書が街に張り出され、宿の主人の密告により秦瓊は楊広の配下に襲われるが…。                                         |                                                   |                    |          |
| 第5話 | 秦瓊 皂角林にて災いに遭い 単雄信 奔走す           | 2020年9月10日放送  | 年 月 日 |
| 皇太子の廃位を企む楊広は、万年宮の造営をめぐり皇太子を罠にはめ、幽閉することに成功する。 宇文化及への献上金を強奪した単雄信たち。 病のいえた秦瓊は、単雄信のもとを出発しようとするが、雄信の妹、単盈盈が、奪った銀子を、善意でこっそり秦瓊の荷物に忍ばせたことから…。                                                           |                                                   |                    |          |
| 第6話 | 兄弟ら 秦瓊を助け 羅成 母に請う                   | 2020年9月14日放送  | 年 月 日 |
| 北平府に到着した秦瓊は、張公瑾、杜文忠、白顕道たちと会い、北平王・羅芸が審問の際に課す百たたきを免れようと策を練った。 杜文忠は義兄弟である北平王の息子・羅成に相談し、羅成は母親の王妃に力添えを頼んだ。審問の日、秦瓊は病人を装い、百たたきを免れるのだが…。                                                                  |                                                   |                    |          |
| 第7話 | 秦瓊 叔母に会い 鐧を舞わす                        | 2020年9月15日放送  | 年 月 日 |
| 羅芸の審問を受けた秦瓊は、百たたきを免れるために仮病を使ったと認めた。激怒した羅芸は厳しく罰しようとしたが、ひとまず秦瓊の身の上について聞いた。 すると、秦瓊が長年、消息不明だった王妃の甥だと分かり…。単雄信が秦瓊の身を案じているのを見て、単盈盈は秦瓊の様子を探ろうと、ひそかに北平へ向かうが…。                           |                                                   |                    |          |
| 第8話 | 盈盈 災いを招き 秦瓊 悪公子を誤殺す               | 2020年9月16日放送  | 年 月 日 |
| 窮地の単盈盈を救おうとした秦瓊は、武安福と戦い、誤って殺してしまう。武安福の父・武奎たちは一計を案じ、兵の操練を口実に秦瓊を呼び出し、殺害しようと企む。 皇太子の座を狙う楊広は、建国の功臣で文帝（楊堅）の弟・楊素を味方につけようと画策し…。                                                                                  |                                                   |                    |          |
| 第9話 | 武奎 奸計を巡らせ 秦瓊 巧みに応ず                 | 2020年9月17日放送  | 年 月 日 |
| 息子の武安福を殺された武奎は秦瓊を腕比べに呼び出し仇を討とうと企む。腕比べでは弓の名手の孫成が秦瓊に勝負を挑むものの、機転を利かせた秦瓊はうまく切り抜け…。 尤俊達と程咬金は貢ぎ物の強奪に向かうが、そこに宇文化及の息子、成都が率いる別の集団が現れて…。                                                                       |                                                   |                    |          |
| 第10話 | 咬金 貢ぎ物を強奪し 楊広 妹殺しを謀る             | 2020年9月21日放送  | 年 月 日 |
| 程咬金は貢ぎ物の強奪に成功したが、うっかり自分と尤俊達の名を明かし、人目を忍ぶ暮らしを余儀なくされる。 玉郡主は貢ぎ物を強奪した盗賊の調査に乗り出し、強奪に失敗した宇文成都は父の宇文化及に責められる。だが、楊広はこれをとがめず、もう1つの計画であった妹殺しを進め…。                                                         |                                                   |                    |          |
| 第11話 | 楊広 皇太子を陥れ 秦瓊 緑林大帳を焼く             | 2020年9月22日放送  | 年 月 日 |
| 都では、楊広が皇太子に瓊花公主殺しのぬれぎぬを着せることに成功、皇太子は廃位、幽閉され、代わりに楊広が新しい皇太子となる。 玉郡主は貢ぎ物強奪犯の調査に都を訪れ、高熲と会う。母のことが気になり、帰郷を決意した秦瓊。単盈盈と羅成と共に二賢荘まで行くが、義兄弟の単雄信は会おうとせず…。                                        |                                                   |                    |          |
| 第12話 | 羅成と盈盈 意識し合い 秦瓊 羅士信を引き取る       | 2020年9月23日放送  | 年 月 日 |
| 故郷に向かっていた秦瓊は、途中で家宝の鐗を盗まれ、手がかりを得るため王可君を訪ねるが、全ては単雄信が仕組んだことだったと知る。 天涯孤独で怪力自慢の羅士信を王可君から譲り受け秦瓊は再び故郷に旅立った。一方、貢ぎ物強奪について話を聞こうと、宇文成都と会った玉郡主だったが…。                                                  |                                                   |                    |          |
| 第13話 | 秦瓊 唐大元帥に会い 士信 徠乎爾と拳を交える       | 2020年9月24日放送  | 年 月 日 |
| 秦瓊は単盈盈らを連れ帰郷し、母と再会した。その後、羅成と2人で唐璧大元帥のもとへ行くが、秦瓊を旗牌長に推す唐璧に反対する徠乎爾に戦いを挑まれ、 勝たなければ官職は与えないと言われ…。病に倒れた独孤皇后は、文帝（隋）を恨みながら死んだ。皇后の死後、文帝は悪夢にうなされ、病にかかってしまう。                                   |                                                   |                    |          |
| 第14話 | 元霸 師を悩ませ 国遠 誤って廟を壊す               | 2020年9月28日放送  | 年 月 日 |
| 病身の文帝（隋）は皇太子・楊広に政務を託し、高熲と楊素に補佐を命じた。秦瓊は長安への道中、自害を図ろうとしていた男に会う。 男は靠山王の命令で祝いの品を届けるはずが、盗賊に奪われたと言うのだが…。李淵は息子、李元霸のことで頭を痛めていた。李元霸は今日も大暴れして…。                                                         |                                                   |                    |          |
| 第15話 | 楊広 宣華をのぞき見て 玉郡主 皇宮へ赴く           | 2020年9月29日放送  | 年 月 日 |
| 李淵が建てた瓊五大帝（李淵が秦瓊に命を救われたときに、名乗らなかった秦瓊を瓊五と誤解していた）の廟で李如輝と斉国遠が騒ぎを起こし、李如輝が徐茂公に捕らえられる。 報告を受けた秦瓊たちは急ぎ向かうが…。皇太子となった楊広は、ある時、父の寵妃である陳宣華の着替えをのぞき見て想いを募らせ、ついに父親の女にまで手を出そうとし…。 |                                                   |                    |          |
| 第16話 | 文帝 詔を改め 英雄 祭りで騒ぐ                     | 2020年9月30日放送  | 年 月 日 |
| 父・文帝（楊堅）を毒殺しようとした楊広だったが、文帝の優しい言葉にいったん思いとどまる。長安で贈り物を届けた秦瓊一行は祭りを見物。 そこで偶然、宇文恵及の悪行を目にした王伯当が恵及を殺してしまい…。高熲に楊広の悪事を知らされた文帝。さらに玉郡主に、毒の証拠を示され…。                                                       |                                                   |                    |          |
| 第17話 | 楊広 父を弑して即位し 忠臣 皇帝を罵り極刑を受ける | 2020年10月1日放送  | 年 月 日 |
| 宇文成都は叔父を秦瓊たちに殺されたと知り彼らを追う。秦瓊が逃げ込んだ先は偶然にも叔父・邱瑞の屋敷だった…。高熲と玉郡主は詔を手に楊勇を助けに向かうが、 楊素に追われ、高熲は捕らわれ、詔も奪われてしまう。楊広は文帝を自らの手で殺め、即位した。その死を追及した伍建章は…。                                                       |                                                   |                    |          |
| 第18話 | 宣華 屈辱に耐え 楊素 遺詔を隠し殺される           | 2020年10月5日放送  | 年 月 日 |
| 玉郡主と楊勇を捕縛し、遺詔を取り戻すよう命じられた宇文成都は、楊勇は捕らえるが、玉郡主は密かに匿った。伍建章の一族は皆殺しと決まり、 南陽にいる息子の伍雲召にも討伐軍が向けられ、元帥に北平王・羅芸が任命された。遺詔を探し求める楊広は、高熲が楊素の屋敷にいると知って…。                                                      |                                                   |                    |          |
| 第19話 | 楊広 兄を殺し 郡主 秦瓊に救われる                 | 2020年10月6日放送  | 年 月 日 |
| 監禁した楊勇を訪れた楊広は、命乞いをされるが情け容赦なく実兄の命を奪う。宇文成都は玉郡主を守るため、柳州に送ろうとするが、 護送を託した李忠は宇文化及から玉郡主の暗殺を命じられていた。だが、李忠に襲われた玉郡主は、偶然通りかかった秦瓊に救われる。そして、秦瓊に徐々に惹かれていって…。                                      |                                                   |                    |          |
| 第20話 | 伍雲召 戦いに勝ち 麻叔謀 負けて処罰さる           | 2020年10月7日放送  | 年 月 日 |
| 伍雲召討伐の軍の元帥となった羅芸は、雲召を逃がすためわざとゆっくり進軍した。宇文化及から伍雲召を殺せと命じられた麻叔謀は、しびれを切らし、 先に南陽へ乗り込み伍雲召と戦うが敗れる。南陽に着いた羅芸は伍雲召と戦う振りをしながら逃亡を促すが、そこに援軍として宇文成都がやって来る。                                             |                                                   |                    |          |
| 第21話 | 北平王 南陽を救い 関羽 成都を圧倒す               | 2020年10月8日放送  | 年 月 日 |
| 羅芸、羅成、宇文成都、麻淑謀の4人で南陽を四方から包囲することになった。羅芸はひそかに伍雲召に早く逃げよと知らせるが…。 幼い息子だけを連れて南陽を脱出した伍雲召だが、宇文成都の追撃を受ける。しかし、追う宇文成都の前に関羽と周倉に扮した男が現れ…。                                                                            |                                                   |                    |          |
| 第22話 | 程咬金 銀子を配り 玉郡主 汝南荘を助く             | 2020年10月12日放送 | 年 月 日 |
| 玉郡主を連れて済南に戻った秦瓊は郡主を知り合いの宿に預けた。押し込められていた程咬金は抜け出して、強奪した貢ぎ物の銀子を民に配り始めるが、 罪がばれるのを恐れる尤俊達は慌てて回収する。町でその銀子を手にした玉郡主は、程咬金の居所を掴むため自らを囮にして汝南荘へたどり着き…。                                                |                                                   |                    |          |
| 第23話 | 秦瓊 貢ぎ物の行方を追い 程母 死人に扮す           | 2020年10月13日放送 | 年 月 日 |
| 秦瓊を追い返そうと、尤俊達は程咬金の母に死んだ振りをさせ喪中を装うが、その魂胆を見抜かれてしまう。ところが、程咬金の母のふとした言葉から、 秦瓊と程咬金の関係が明らかになり…。貢ぎ物強奪の調査と義兄弟との絆の間で板挟みになった秦瓊は、意を決し1人登州へ向かった…。                                                            |                                                   |                    |          |
| 第24話 | 秦瓊 変装して登州へ行き 郡主 想い人を救う         | 2020年10月14日放送 | 年 月 日 |
| 秦瓊はまさに斬首されようとしていたが、登州に戻ってきた玉郡主が楊林に秦瓊を許すよう乞い、秦瓊から事情を聞いた楊林は、その覚悟に心を打たれ、 罪を許して、13番目の太保として義理の息子に迎えることとした。そして、玉児と再会を果たした秦瓊は、その身分を知ることとなる。                                                           |                                                   |                    |          |
| 第25話 | 玉郡主 虎穴に入り 朱貴児 楊広を誘惑す             | 2020年10月15日放送 | 年 月 日 |
| 若い娘の失踪事件を調査することになった玉郡主と秦瓊は、見事犯人を捕まえるが、その裏には…。都では、陳宣華と蕭美娘が張麗華の妹・朱貴児を仲間に引き入れ、 楊広を殺す算段をしていた。秦瓊を気に入った楊林は、玉郡主を娶らせることにするが…。                                                                                         |                                                   |                    |          |
| 第26話 | 若き2人 結ばれるも 秦瓊 義父が敵と知る            | 2020年10月19日放送 | 年 月 日 |
| 楊林は祝言の席で、かつての殺した強敵の甲冑を秦瓊に贈った。秦瓊はそれが父のものだと覚り、祝言の晩、登州を去った。 玉郡主は秦瓊の苦悩の理由を知らなかったが、共に歴城に向かう。家に戻ると、玉郡主が楊林の娘だと知った秦瓊の母は、大きな衝撃を受け、運命の残酷さを嘆くが…。                                                        |                                                   |                    |          |
| 第27話 | 秦瓊の母 憎しみを捨て 郡主 誠意を尽くす           | 2020年10月20日放送 | 年 月 日 |
| 玉郡主は、楊林が秦瓊の父の敵だと知り悲しみ悩んだ末に、秦瓊を陰で支え、姑に孝を尽くすことで父の罪を償おうと心に決める。 楊広は、竇建徳がひそかに兵馬を調達していることを聞くと、宮中に呼び出した。そして剣舞を披露しながら、竇建徳を威嚇し…。                                                                                    |                                                   |                    |          |
| 第28話 | 賈柳楼に英雄集い 程咬金 祝宴を乱す                | 2020年10月21日放送 | 年 月 日 |
| それぞれ秦瓊の母の誕生祝いに向かう単雄信と王伯当の一行と羅成の一行が、鉢合わせし、不穏な空気が漂う。歴城県に盗賊がぞくぞくと入ったとの知らせを聞き、 楊林はこれを一網打尽にしようと計画する。大勢の盗賊たちが、歴城県の酒楼に到着し、酒宴が始まるが、程咬金が…。                                                                |                                                   |                    |          |
| 第29話 | 靠山王 盗賊を捕らえ 徐茂公 官軍を欺く             | 2020年10月22日放送 | 年 月 日 |
| 程咬金は怒って帰ってしまった羅成を連れ戻そうと出ていくが、楊林に捕らわれてしまう。その時に酒楼の名をうっかり口にしてしまったため、 好漢たちは秦瓊の家に身を隠すはめに。集まった好漢たちが腐敗した朝廷を討つべく反乱を起こそうと志気を高める中、秦瓊だけは躊躇していたが…。                                                      |                                                   |                    |          |
| 第30話 | 46人 契りを結び 十三太保 危機を免れる             | 2020年10月26日放送 | 年 月 日 |
| 秦瓊の屋敷に集まった緑林の仲間たちは、反隋を誓い兄弟の契りを交す。その直後、盗賊の行方を調べている薛亮が配下を連れて秦瓊の屋敷にやってくる。 秦瓊の母に挨拶をしたいということだったが、羅士信が物音を立ててしまい…。そしてその夜、程咬金たちを救出するため、兄弟たちは…。                                                       |                                                   |                    |          |
| 第31話 | 士信 徠乎爾を殺し 盈盈 羅成に怒る                 | 2020年10月27日放送 | 年 月 日 |
| 秦瓊が緑林の者たちとつながっていることを知った楊林は、自分の元へ戻るよう説得するが、秦瓊は、楊林が自分の父を殺したことを告げ決別した。 秦瓊の母、羅士信、単盈盈の3人は徠乎爾に捕まってしまう。羅成と謝映登が救出に向かうが、その前に士信が脱走し、徠乎爾を殺してしまい…。                                                       |                                                   |                    |          |
| 第32話 | 英雄 小孤山にて決起し 隋に反旗を翻す              | 2020年10月28日放送 | 年 月 日 |
| 秦瓊たちは罪人を護送する一行に扮し、魏文通を欺いて潼関をうまく通過する。その後、楊林から話を聞いた魏文通に追われるが、偶然居合わせた士信に助けられる。 楊広は、属国の武人を招いて武術大会を開き、宇文成都に隋（王朝）権威を示すよう命じる。                                                                                     |                                                   |                    |          |
| 第33話 | 成都 勇士を圧し 義軍 瓦崗寨を制す                 | 2020年10月29日放送 | 年 月 日 |
| 各国の勇士が腕前を競う武術大会では、宇文成都が圧勝。隋は面目を大いに保った。その頃、拠点を求める秦瓊たち義軍は、瓦崗寨と手を組もうと考え、 寨主の翟譲とは旧知の仲である単雄信を筆頭に、義軍の4人を交渉に送るが、乗っ取りを恐れた瓦崗寨側に捕らえられてしまい…。                                                                 |                                                   |                    |          |
| 第34話 | 地下で宝を見つけ 程咬金 瓦崗山で即位す            | 2020年11月2日放送  | 年 月 日 |
| 瓦崗寨に突然、大きな穴が出現した。徐茂公の指名で底に下りた程咬金は、龍袍と金印を発見し、これぞ天意だと、皇帝に推戴される。 建国を祝う酒宴で皆が酔っていた時、楊林の大軍が押し寄せてきた。瓦崗寨が絶体絶命の窮地に陥った時、楊林は兵糧が炎上したと聞き、急きょ撤退し…。                                                          |                                                   |                    |          |
| 第35話 | 楊林 瓦崗塞へ出兵し 李淵 二賢荘を皆殺しとす       | 2020年11月3日放送  | 年 月 日 |
| 楊広は楊林に対し、瓦崗寨の反乱軍の討伐を命じた。玉郡主の身に危険が及ぶのを案じた宇文成都は、瓦崗寨に単身乗り込んで…。 李淵は楊広から、二賢荘を皆殺しにするよう命じられる。次子、李世民の進言で事は慎重に進められたが、宇文化及の命を受けた男が混乱を巻き起こし…。                                                               |                                                   |                    |          |
| 第36話 | 単雄信 隋軍に突撃し 羅士信 魏文通を殺す           | 2020年11月4日放送  | 年 月 日 |
| 一族が李淵に皆殺しにされたと知り、単雄信は敵討ちのため瓦崗寨を飛び出すが、攻めてきた魏文通に殺されかけ、秦瓊に救われる。 楊林は、瓦崗寨を倒すため、一字長蛇陣を敷くことを決めた。瓦崗寨側は、それを破るために羅成を連れ戻そうと考え、単盈盈と王伯当を北平王府へと送るが…。                                                      |                                                   |                    |          |
| 第37話 | 楊広 運河の普請を命じ 羅成 双槍使いに会う         | 2020年11月5日放送  | 年 月 日 |
| 北平王府に監禁されていた羅成は、仮病を使って脱出し、瓦崗寨に急いだ。道中、父の友人である丁延平と会うが、丁延平は、 一字長蛇陣の指揮を執るために楊林に呼ばれたと分かり…。運河の普請に、李密という元役人が名乗りをあげる。李密が描いた運河の図面を見た蕭美娘は…。                                                                 |                                                   |                    |          |
| 第38話 | 少保 盈盈を救い 丁延平 楊林を助く                 | 2020年11月9日放送  | 年 月 日 |
| 羅成は丁延平から一字長蛇陣について教わり、先を急いだが、途中、怪我をした単盈盈に出会い…。瓦崗寨では楊林の挑発に乗った金城と牛蓋が単独で出陣し、 一字長蛇陣の前に絶命する。戦うには陣の図の入手が必須と痛感した秦瓊たちは、謝映登を送り込むが…。                                                                                 |                                                   |                    |          |
| 第39話 | 一字長蛇陣を破り 羅成と羅松 槍を交わす            | 2020年11月10日放送 | 年 月 日 |
| 陣の図を盗みに行った謝映登だったが、罠にはまり檻に閉じ込められる。しかし、謎の人物の助けで無事に脱出するが、その人物は陣の図を奪い、 「返してほしければ、瓦崗寨のある人物に会わせろ」と要求し…。長平王・邱瑞は、楊広に対し、討伐の元帥に裴仁基とその息子たちを推挙し…。                                                         |                                                   |                    |          |
| 第40話 | 相国 裴元慶を陥れ 勇将 猛獣を手なずける           | 2020年11月11日放送 | 年 月 日 |
| 兵法を学んでいた宇文成龍が宇文化及のもとに帰ってきた。瓦崗寨討伐の任を受けた裴仁基父子が参内すると、楊広は宇文成龍と碁の対戦中で、 裴仁基たちは待ちぼうけを食い、裴元慶は怒りのあまり成龍を池に投げ入れ恨みを買う。翌日、楊広の御前で力を示すことになった裴元慶だったが…。                                                      |                                                   |                    |          |
| 第41話 | 元霸 武芸の特訓を受け 元慶 瓦崗寨に出兵す         | 2020年11月12日放送 | 年 月 日 |
| ひと月で行宮を建てよとの勅命を受け、李淵は頭を抱えていた。李世民は、天雷寺を行宮に改修する許可を得ようと住職のもとを訪れる。 裴元慶は、出兵したものの突然、休戦を申し出られ、城壁の守りについていた王伯当に矢傷を負わせただけで撤収するが、それを宇文成龍に責められ…。                                                          |                                                   |                    |          |
| 第42話 | 奸臣 忠臣を陥れ 程咬金 美人を得る                 | 2020年11月16日放送 | 年 月 日 |
| 瓦崗寨攻めで目に石灰をかけられ退却した裴元慶は、棒打ち刑を受け倒れる。宇文成龍のいやがらせで、治療も受けられずにますます衰弱する元慶。 見かねた姉の裴翠雲は、元慶の治療をさせるため瓦崗寨に乗り込んだ。治療を受け元慶は回復、そのお礼として裴翠雲は程咬金に嫁ぐことになり…。                                                    |                                                   |                    |          |
| 第43話 | 徐茂公 裴元慶を得て 紅仏女 麻叔謀を誘惑           | 2020年11月17日放送 | 年 月 日 |
| 裴元慶は、負けたら瓦崗寨に投降するという条件で羅士信と力比べをし、敗れて瓦崗寨に降った。李世民が天雷寺で工事を指揮していると、 麻叔謀が現れ、運河工事のために寺を取り壊すと言う。それによって金を巻き上げろという宇文化及の入れ知恵であったが…。                                                                                |                                                   |                    |          |
| 第44話 | 李世民 行宮建造で功を立て 煬帝 秦王に封ず         | 2020年11月18日放送 | 年 月 日 |
| 運河工事の工夫が大勢死亡した件で、容疑者が捕らえられるが、李世民はそれに納得がいかず…。楊広の一行が晋陽に到着。 行宮に満足げな楊広だったが、宇文化及が「前から建築してあったもので、謀反の証拠だ」と言いがかりをつけてくる。それを予想していた世民は…。                                                                         |                                                   |                    |          |
| 第45話 | 元霸 成都と腕を競い 世に出始める                  | 2020年11月19日放送 | 年 月 日 |
| 兄たちが王に封じられたと聞き、李元霸は自分も王にしてくれるよう楊広に頼む。宇文成都との力比べで、見事に勝った李元霸は、趙王に封じられる。 完成した運河を龍舟で下る楊広を行幸中に倒そうと、秦瓊たちは各地の反隋（王朝）王たちに呼びかけ、反隋（王朝）勢力が四平山に集まった。                                                     |                                                   |                    |          |
| 第46話 | 盈盈 楊広を襲い 郡主 父と決別す                   | 2020年11月23日放送 | 年 月 日 |
| 仇討ちを心に誓う単盈盈は、皇帝に献上される娘に混じって龍舟に乗り込み楊広を刺殺しようとし、刃を向けるところまでいくが失敗し捕らわれる。 盈盈が宇文成都に護送されるところを羅成と玉郡主が救出に来たが劣勢となり、玉郡主は自ら犠牲となって生け捕りにされ、盈盈と羅成を逃し…。                                                      |                                                   |                    |          |
| 第47話 | 李淵 義軍討伐の命を受け 柴紹 秦瓊を助ける         | 2020年11月24日放送 | 年 月 日 |
| 反隋の王たちの反乱を討伐するため、楊広は、負傷した宇文成都に代わり、李元霸が先鋒を務めるよう命じる。秦瓊は、龍舟に捕らわれている玉郡主を救おうとするが、 宇文成都に邪魔され失敗に終わる。宇文成都は玉郡主を匿い、改心させようとするが玉郡主は聞く耳を持たず…。                                                                  |                                                   |                    |          |
| 第48話 | 同盟軍 四平山で敗れ 程咬金 単騎 揚州に向かう      | 2020年11月25日放送 | 年 月 日 |
| 李元霸の前に無残に敗れ去った反隋の王たち。連合軍は、隋の包囲を何とか突破すると一旦解散し再会を誓った。 程咬金は単騎、揚州に向かい、そこで王世充と会う。王世充も同じ反隋の士で、楊広を討とうと行宮につながる地下道を掘っていた。                                                                                                 |                                                   |                    |          |
| 第49話 | 咬金 帝位を譲り 李密 大魏の王となる               | 2020年11月26日放送 | 年 月 日 |
| 楊広の寝所に忍び込んだ程咬金は、捕らえられて死罪を言い渡されるが、李密に助けられる。李密は蕭美娘から程咬金を連れて瓦崗寨へ逃げるよう命じられていた。 程咬金は命を救ってもらった礼として、李密に譲位することを約束した。新たな瓦崗寨の主となった李密は、勢力拡大のために改革に乗り出して…。                                      |                                                   |                    |          |
| 第50話 | 咬金 媒酌人を務め 伯当 妻を得る                   | 2020年11月30日放送 | 年 月 日 |
| 李密の改革が一定の成果を上げる中、王伯当は、揚州に攻め入るため、虹霓関を奪うことを提案する。王伯当は、虹霓関の主である新文礼を討つが、 その妻である東方玉梅に敗れ、捕らえられる。しかし、東方玉梅は夫の仇であるはずの王伯当に一目惚れしてしまい…。                                                                              |                                                   |                    |          |
| 第51話 | 新婚夫婦 反目し 楊林 銅旗陣を計画す               | 2020年12月1日放送  | 年 月 日 |
| 王伯当は東方玉梅を娶ったが、程咬金に玉梅のことを「尻軽」と揶揄され、思わず玉梅とけんかをしてしまう。出て行った玉梅を連れ戻すよう命じられた咬金と伯当だったが、 伯当は咬金の口車に乗せられ、汜水関を攻め捕縛されてしまう。すると、咬金は玉梅のところに行き伯当が捕まったことを告げ…。                                            |                                                   |                    |          |
| 第52話 | 秦王 決断して出兵し 羅成 敵の陣を守る             | 2020年12月2日放送  | 年 月 日 |
| 瓦崗軍は楊林から、銅旗陣を破りに来いという挑戦状を受ける。反隋の王たちも同じ挑戦を受け、紫金山に集まる。銅旗陣に参加することを命じられた羅芸は瓦崗軍を訪ね、 楊広の策の恐ろしさを説き、撤退を勧めるが、瓦崗軍の決意を知り、息子の羅成を銅旗陣に送り込み、陣の図を入手させることを決心する。                                     |                                                   |                    |          |
| 第53話 | 秦瓊 愛馬を失い 羅成 義父と決闘す                 | 2020年12月3日放送  | 年 月 日 |
| 程咬金はしびれを切らし、斉国遠と共に李密をけしかけ、夜中に銅旗陣を探りに行くが、尚師徒の猛攻に遭い、秦瓊に救われる。 だが、秦瓊はこの戦いで愛馬を失う。羅成は陣の図を盗もうとして丁延平に発見され、渡り合った末に、図面を持ち出すが…。                                                                                          |                                                   |                    |          |
| 第54話 | 楊林 銅旗陣に散り 英雄 決死の攻撃をす             | 2020年12月7日放送  | 年 月 日 |
| 瓦崗軍が抜け駆けをしようとしていると思い込んだ4人の反隋の王が、銅旗陣に奇襲をかけるが、待ち伏せに遭い全滅に終わる。 義軍は宇文成都の陣を攻めた。銅旗を奪う戦いは凄惨を極め両軍戦死者が相次ぐが、最後には秦瓊が銅旗を手にし、行宮へと向かうが…。                                                                                 |                                                   |                    |          |
| 第55話 | 楊広 行宮にて謀られ 宇文化及 北平王府を襲う       | 2020年12月8日放送  | 年 月 日 |
| 宇文化及は北平に戻る羅芸を討ち、北平王府を襲うと、王妃と羅松を殺して兵符を奪い、羅成を捕らえた。漁夫の利を狙い、戦いを静観していた竇建徳は、 銅旗陣が破られたと知り、娘の竇線娘と共に揚州へ向かう。その途中で羅成を護送する宇文化及の軍を見つけた竇建徳は…。                                                                    |                                                   |                    |          |
| 第56話 | 化及 煬帝を弑し 元霸と成都 天に帰る               | 2020年12月9日放送  | 年 月 日 |
| 楊広は臣下に責められていた。そこへ宇文化及が現れ、朱貴児と楊杲を殺害し、それを見た楊広も自ら命を絶つ。 父から玉璽を探すよう命じられた宇文成都はそれを拒否し、瓦崗軍に単騎で乗り込み李元霸に殺される。行宮では蕭美娘の寝室に隠れていた程咬金が玉璽を入手して…。                                                                  |                                                   |                    |          |
| 第57話 | 竇線娘 瓦崗寨を乱し 李密 荒淫で仲間を失う         | 2020年12月10日放送 | 年 月 日 |
| 羅成は人が変わったように単盈盈を避けるようになる。そして、そんな2人の間に、竇線娘が割り込んできて…。 李密が玉璽と引き換えに蕭美娘を手に入れたことで、瓦崗寨は混乱していた。失望した単雄信は、盈盈を連れて瓦崗寨を去り、徐茂公と魏徴は李淵の元に向かった。                                                                       |                                                   |                    |          |
| 第58話 | 単雄信 公主を娶り 羅成 恨みを捨てる               | 2020年12月14日放送 | 年 月 日 |
| 単雄信は、瓦崗寨の英雄を自陣に引き入れたい王世充の策にはまり、公主を娶ることになる。李密に愛想を尽かし、瓦崗寨から一人また一人と好漢が去り、 ついには秦瓊・程咬金・羅成も瓦崗寨を離れた。鍛冶を生業とする尉遅恭は、志を立て唐軍へ志願することを決めるが…。                                                                      |                                                   |                    |          |
| 第59話 | 徐茂公 洛陽で将を招き 尉遅恭 戦いを求む           | 2020年12月15日放送 | 年 月 日 |
| 劉武周に強さを認められ先鋒を任された尉遅恭は、白壁関を奪うことに成功する。李世民は白壁関を奪還し尉遅恭を帰順させようと出兵するが、 唐軍が勝つためには秦瓊、程咬金、羅成の力が必要だと考えた徐茂公は、女性に変装して洛陽まで3人を迎えに行く。秦瓊、程咬金は唐へ身を寄せることを決意するが…。                                     |                                                   |                    |          |
| 第60話 | 尉遅恭 秦王に身を寄せ 羅成 唐軍と戦う             | 2020年12月16日放送 | 年 月 日 |
| 尉遅恭に捕らえられ劉武周の元へ連れてこられた秦瓊は、拷問を受けるが、その卑劣なやり方に怒った尉遅恭は秦瓊を逃がす。 その翌日、戦場で秦瓊に敗れた尉遅恭は故郷に帰り鍛冶師に戻った。唐軍に入るよう李世民らが説得に来たのも断るが、劉武周の一味が…。                                                                                |                                                   |                    |          |
| 第61話 | 羅少保 秦王に帰順し 尉遅恭 黒き美女を捕らう       | 2020年12月17日放送 | 年 月 日 |
| 羅成が尉遅恭に勝ったことを知った王世充は、次の戦いで秦瓊たちを生け捕りにしたら、単盈盈と祝言を挙げさせると約束する。しかし、盈盈は李世民に仕えるよう羅成を説得し…。 李世民は御果園で単雄信に襲われるが、徐茂公が現れ単雄信を止める。単雄信は徐茂公との決別を宣言し…。                                                           |                                                   |                    |          |
| 第62話 | 兄弟 単雄信に別れを告げ 唐 天下を統一す           | 2020年12月21日放送 | 年 月 日 |
| 李世民は単雄信に対し、二賢荘での一件を謝罪するが、雄信は投降を固く拒む。王世充は李世民に完敗し洛陽は陥落、捕らわれた単雄信は兄弟たちの前で望みどおり斬首となった。 洛陽の戦に勝利した唐は天下統一を果たした。こうして歴史上名高い唐王朝の繁栄が始まったのである。                                                               |                                                   |                    |          |